# Páno Aródes
Páno Aródes (grec moderne : Πάνω Αρόδες) est un village de Chypre de plus de 135 habitants.